# 講談社コミックスフレンド
講談社コミックスフレンド（こうだんしゃコミックスフレンド）は、かつて講談社が発行していた日本の漫画単行本レーベル。同社の少女漫画雑誌『週刊少女フレンド』に掲載された作品を主に収録し、1974年 - 1997年にかけて刊行された。なお同社の『別冊フレンド』掲載作品は、2025年現在も「講談社コミックス別冊フレンド」のレーベルから刊行されている。
創刊時に刊行された単行本は以下の4冊。
- 『ラブパック』（大和和紀）1巻、2巻（KC601 - 602）
- 『あした輝く』（里中満智子）1巻、2巻（KC604 - 605）

「講談社コミックスフレンド」は単行本の奥付などに記載されている名称。そのほか「KCフレンド」（ケーシーフレンド）や「フレンドKC」（フレンドケーシー）と呼ばれることもある。

## 概要

### フレンドシリーズ
講談社の新書判の漫画単行本レーベルとして、「講談社コミックス」が創刊された。その内、『週刊少年マガジン』などの少年漫画雑誌に掲載された作品を収録したものにはKC1から番号が振られ、少女漫画雑誌に掲載された作品を収録したものには表紙に「フレンドシリーズ」の名称が付きKC501から番号が振られ、それぞれ刊行された。
1969年 - 1974年にかけてKC501 - KC589の全89冊が刊行され、その中には『サインはV!』（原作：神保史郎、望月あきら）・『アテンションプリーズ』（原案：上條逸雄、細川知栄子）・『金メダルへのターン』（原作：津田幸夫、細野みち子）など、テレビドラマになった作品も含まれている。
初期に刊行されたタイトルにはビニールカバーが掛けられているものがある。表紙には「フレンドシリーズ」と記載されている。背表紙には特にマスコットマーク等は無く「KC」のロゴのみであり、上部に「KC501」と言った横書きでナンバリングがされている。一部のタイトルは1970年代後半に「講談社漫画文庫」から再び刊行された。2023年現在、このシリーズの単行本を入手するのは絶版漫画を専門に扱っている古書店でも困難である。

### レーベル独立後
1974年に講談社の少女漫画のレーベルが新しく作られ、「講談社コミックスフレンド」が誕生した。このレーベルではKC601から番号が振られた。うさぎのマスコットマークが表紙や背表紙に付いているのが特徴。大和和紀の『モンシェリCoCo』や細川知栄子の『あこがれ』の様に、前述の「フレンドシリーズ」で刊行されたタイトルもある。特に『あこがれ』は前述の「フレンドシリーズ」を含めると3度も刊行されている。
このレーベルの単行本は全1巻のものが多く、そうでない場合でも巻数は少なめである。長編としては庄司陽子の『生徒諸君!』（全24巻）、西尚美の『まひろ体験』（全11巻）が目立つ位で、集英社の「マーガレットコミックス」に比較すると少ない。
前述の「フレンドシリーズ」から継承されている特徴として、単行本のカバーを外した本体（背景は白色）に表紙とは別のイラストが描かれていることが挙げられる（これは同じ講談社の「講談社コミックスなかよし」でも同様）。ただ、それが見られるのはこのレーベルでも比較的初期に刊行されたものであり、1977年頃に本体の背景が「KC」の模様に変更されてからはイラストは描かれなくなった。またレーベル独立後当初は本体には発行日の表記が無く、カバーに表記されていたが、翌1978年頃からは巻末の奥付部分に表記される様になった（「講談社コミックスなかよし」も同様）。
ナンバリングに関しては1983年12月にKC999に達した為、翌1984年1月以降に刊行されたタイトルは一部の例外（1983年以前から刊行されていたシリーズものなど）を除き、KC1から番号が割り振られることになった。一方で同じ講談社の「講談社コミックス別冊フレンド」や「講談社コミックスなかよし」においては、1000以降も引き続き刊行されている。
1990年代には、カバーのデザインが一新され赤を基調としたものに変更された。またナンバリングの前の英字もKCからKCFに改められている。そして、1996年9月の『少女フレンド』の事実上の廃刊に伴い、翌1997年を最後にこのレーベルから新刊が刊行されることは無くなった。2025年現在は全てのタイトルが絶版もしくは「品切重版未定」となっており、新刊書店でこのレーベルの単行本を目にすることはない。

## このレーベルの主な作品
テレビドラマ化もしくはテレビアニメ化された作品を挙げる。
- あこがれ（細川知栄子）
- アリエスの乙女たち（里中満智子）
- 生徒諸君!（庄司陽子）
- はいからさんが通る（大和和紀）